# Hillion
Hillion é uma comuna francesa na região administrativa da Bretanha, no departamento Côtes-d'Armor. Estende-se por uma área de 24,77 km². Em 2010 a comuna tinha 4 257 habitantes (densidade: 171,9 hab./km²).